# شوبابازار
شوبابازار (به انگلیسی: Shobhabazar) یک محله در کلکته، هند است. شوبابازار ۱۹٬۹۳۷ نفر جمعیت دارد و در شمال کلکته واقع شده است.